# Kockovaella cucphuongensis
Kockovaella cucphuongensis är en svampart som beskrevs av D.T. Luong, M. Takash., Ty, Dung & Nakase 2000. Kockovaella cucphuongensis ingår i släktet Kockovaella och familjen Cuniculitremaceae.   Inga underarter finns listade i Catalogue of Life.